# 더 매직스타
더 매직스타는 SBS TV의 마술을 소재로 다루는 예능 프로그램으로, 매주 토요일 저녁 6시부터 8시 사이에 방송한다. 다만 OTT 서비스는 쿠팡플레이에서 선공개 형식으로 먼저 제공되며, VOD 서비스 역시 쿠팡플레이를 통해 독점으로 제공한다.

## 기획 의도
누구에게나 TV속 마술쇼를 보며 눈을 떼지 못했던 추억이 있다.
누군가에게는 행복을, 누군가에게는 뭉클한 감동을 주었던 마술이
2024년, 글로벌 마술 오디션으로 돌아온다!
국내 마술사들은 물론, 전 세계에서 활동하는 해외 마술사들이 참가해
자신의 한계를 뛰어넘는 마술로 선의의 경쟁을 펼치며
최고의 마술사를 가려내는 국내 최초 글로벌 마술사 오디션 쇼!

## 시청률
시청률은 첫회가 편성된 6월 1일을 기준으로 2.7%를 기록하고 있다.
| 회차 | 방송일   | 시청률          | 시청률 |
| 회차 | 방송일   | 대한민국 (전국) |        |
| ---- | -------- | --------------- | ------ |
| 1    | 6월 1일  | 2.7%            |        |
| 2    | 6월 8일  | 2.9%            |        |
| 3    | 6월 15일 | 2.4%            |        |
| 4    | 6월 22일 | 3%              |        |
| 5    | 6월 29일 | 3%              |        |
| 6    | 7월 6일  | 2.5%            |        |
| 7    | 7월 13일 | 3%              |        |
| 8    | 7월 20일 | 3.7%            |        |

## 특이 사항
- SBS 홈페이지와 wavve 등에서는 자체적으로 VOD 서비스가 제공되지 않는다.
- 쿠팡플레이 독점 제공 콘텐츠이다.
- 실시간 방송 역시 제공되지 않는다.[1]
- 주요 후원사는 자코모 외에도, 매머드커피, 데스커, 플랜트 등이 있다.

## 수상 목록
- 2024년 SBS 연예대상 쇼•버라이어티 부문 남자 신인상 (진선규)
- 2024년 SBS 연예대상 핫이슈상 (유호진)